# 古川安
古川 安（ふるかわ やす、1948年 - ）は、日本の科学史家、PhD。横浜商科大学助教授、東京電機大学教授、日本大学教授、化学史学会会長などを務めた。

## 略歴
- 静岡県生まれ、神奈川県育ち[1]。
- 1966年 神奈川県立横浜翠嵐高等学校卒業[2]
- 1971年 東京工業大学工学部合成化学科卒業
- 1971年～1977年 帝人株式会社勤務
- 1983年 オクラホマ大学大学院（科学史）博士課程修了
- 1985年～1988年 横浜商科大学商学部助教授
- 1988年～2004年 東京電機大学工学部助教授・教授
- 2004年～2018年 日本大学生物資源科学部教授

## 著作
- 『津田梅子ー科学への道、大学の夢』東京大学出版会 2022年（毎日出版文化賞）
- 『化学者たちの京都学派ー喜多源逸と日本の化学』京都大学学術出版会 2017年
- Inventing Polymer Science: Staudinger, Carothers, and the Emergence of Macromolecular Chemistry. University of Pennsylvania Press. 1998.
- 『科学の社会史―ルネサンスから20世紀まで』南窓社 1989年（増訂版 2000年、中国語版 科学出版社 2011年、ちくま学芸文庫 2018年）